# Phil Interlandi
 (juin 2012).
Si vous disposez d'ouvrages ou d'articles de référence ou si vous connaissez des sites web de qualité traitant du thème abordé ici, merci de compléter l'article en donnant les références utiles à sa vérifiabilité et en les liant à la section « Notes et références ».
Pour les articles homonymes, voir Interlandi.
Phil Interlandi (1924-2002) est un dessinateur et cartooniste américain dont les travaux ont été publiés par de nombreux magazines comme Playboy, Esquire, Look, Maclean's (Canada), etc.

## Les débuts
Né dans une famille américano-sicilienne de Chicago, Phil s’engage dans l’armée américaine pour participer à la Seconde Guerre mondiale alors qu’il a à peine 17 ans. Il y dessine dans Yank, la revue de l’armée américaine et participe néanmoins aux combats en Europe. Il sera d’ailleurs fait prisonnier par les Allemands.
À la fin de la guerre, il s’inscrit avec son frère jumeau, Frank, à la Chicago of Fine Arts Academy. Diplôme en poche, il commence une carrière dans la publicité laquelle utilisait à l’époque davantage le dessin que la photo.

## La carrière
En 1952, il s’installe à Laguna Beach en Californie et devient dessinateur indépendant travaillant pour Look (1937-1971) célèbre magazine de photos d’actualités, pour Esquire (1933), True (1937-1975), Better Homes and Gardens (1922), This Week (1935-1969), Saturday Evening Post (1821), Ladies’ Home Journal (1883), Suburbia Today, MacCall’s (1873-2002), Parade (1941), Mad (1952), Hilton Carte Blanche, Maclean’s (1905) et Playboy (1953).
Si la plupart de ces titres ne disent rien au lectorat français, il est important de souligner qu’une revue comme This Week, aujourd’hui disparue, tirait au début des années 1960 à plus de 14 millions d’exemplaires. C’est donc peu dire qu’Interlandi était un artiste connu.

## La communauté de Laguna Beach
Son frère dessinateur politique du Des Moines Register et du Tribune le rejoignit à Laguna, bientôt suivi par John Dempsey également cartooniste puis par Don Tobin, Ed Nofziger, Dick Shaw, Dick Oldden, Virgil Partch et Roger Armstrong. Le rituel était de poser les crayons vers midi pour se retrouver tous au restaurant The White House et y boire quelques verres en échangeant blagues et idées.
Cette communauté de dessinateurs contribua à la petite notoriété de la ville et ne sera pas pour rien dans la création de la Laguna College of Art and Design, université qui regroupe aujourd’hui près de 500 étudiants.